# Tiziana Terranova
Tiziana Terranova (Italia, 1967) es una teórica y activista italiana, cuyo trabajo se enfoca en los efectos de las tecnologías de información en la sociedad a través de conceptos como trabajo digital y bienes comunes. Terranova es autora de Network Culture. Politics for the Information Age, así como de numerosos ensayos y conferencias. Es profesora e investigadora en cultura y medios de comunicación digitales y política en el Departamento de Ciencias Humanas y Sociales de la Oriental - Universidad de Nápoles. Es miembro de la red universitaria libre Euronomade y de la Robin Hood Minor Asset Management Cooperative.

## Teorías
Quizás la parte más conocida del trabajo de Terranova es su tesis, formulada en los tempranos 2000, de que el trabajo no pagado de los usuarios es la fuente de valor económico en la economía digital. El concepto de free labor, o trabajo libre, está arraigado en las teorías italianas laboristas y autonomistas del valor, como la relectura de Paolo Virno de la idea de Marx del general intelect, la teoría de la fábrica social de Antonio Negri y el concepto de Maurizio Lazzarato de trabajo inmaterial. 
El trabajo libre se puede entender en los dos sentidos que tiene la expresión en inglés free labor: en el sentido de que los trabajadores lo proporcionan voluntariamente y en el sentido de que no son remunerados por los beneficiarios del trabajo (como las empresas de medios sociales). En cuanto tal, el trabajo libre es sólo la forma más extrema del trabajo social que recibe muy poca o ninguna compensación monetaria. Como ejemplo, Terranova describe la universidad como "fábrica difusa": "un sistema abierto que se abre al campo más amplio de la fuerza de trabajo socializada, eventual y mal remunerada." En este sentido, Terranova considera que el trabajo libre es estructural en el capitalismo tardío.  
Dentro de la economía digital, el trabajo libre no se limita al de una clase específica de "trabajadores del conocimiento", sino que se refiere en general al trabajo colectivo de producción de conocimiento. Es un concepto análogo al de "inteligencia colectiva" que se manifiesta, por ejemplo, en Internet, a través del trabajo de escribir, leer, gestionar y participar en comunidades en línea, poniendo como ejemplo las listas de correo, chats y sitios web actualizados por los usuarios. En ese sentido, se cuenta no solo el trabajo intelectual de realización de obras creativas, sino también un amplio abanico de trabajo cultural y afectivo cuyo valor es capturado por el capital en la economía digital. De la gran cantidad de trabajo necesario para sostener Internet, la inmensa mayoría no se remunera y solo una pequeña parte es hipercompensada por la lógica del capital de riesgo. 
Sin embargo, Terranova argumenta que el trabajo grauito no es necesariamente trabajo explotado, ya que frecuentemente se realizan en el marco de un intercambio entre personas. Su idea de "trabajo libre" incluye entonces tanto el trabajo comunitario explotado como no explotado. Para Terranova, este concepto de trabajo implica asimismo rechazar la identificación de trabajo con empleo remunerado.
Otro aspecto fundamental de su teoría es el significado de Internet en el capitalismo tardío. Internet no sería ni un quiebre en el capitalismo ni una mera continuidad. Para Terranova representa una intensificación del capitalismo en el marco de una lógica económica y cultural más amplia.
Terranova también ha argumentado que las redes P2P no jerárquicas, de acceso abierto, asociación libre y no lucrativas pueden proporcionar una forma de mercados compatibles con el anarcocomunismo.